# Habropoda eurycephala
Habropoda eurycephala là một loài Hymenoptera trong họ Apidae. Loài này được Wu mô tả khoa học năm 1991.